# T1大樓
T1大樓（Tour T1）是一座位於法國巴黎拉德芳斯的摩天大樓，高185公尺、37層樓，於2008年完工，成為當時巴黎第三高樓，僅次於蒙帕納斯大樓與道達爾塔。目前高度排名第五。